# Saint-Ail
Saint-Ail é uma comuna francesa na região administrativa de Grande Leste, no departamento de Meurthe-et-Moselle. Estende-se por uma área de 7,38 km². Em 2010 a comuna tinha 415 habitantes (densidade: 56,2 hab./km²).